# Craigmarloch Stables

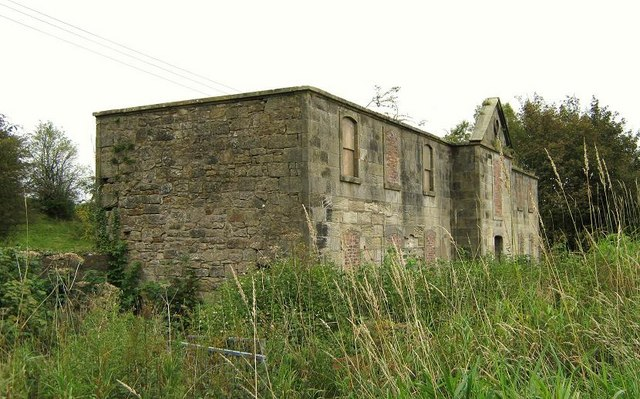
Craigmarloch Stables

Die Craigmarloch Stables sind eine ehemalige Pferdestallung wenige hundert Meter östlich der schottischen Stadt Kilsyth in der Council Area North Lanarkshire. 2006 wurden die Craigmarloch Stables in die schottischen Denkmallisten in der Kategorie B aufgenommen.

## Geschichte
Nach der Eröffnung des Forth and Clyde Canals im Jahre 1790 entstandenen entlang des Laufs Treidelstationen zur Unterbringung der benötigten Schlepppferde. Zu diesen Stationen gehörten auch die Craigmarloch Stables, die um 1820 fertiggestellt wurden. Da man zuvor schlechte Erfahrungen mit dem Bau von Treidelstationen auf den feuchten Böden in direkter Ufernähe gemacht hatte, wurden die Craigmarloch Stables in etwa hundert Meter Entfernung zum Ufer erbaut. Sie befinden sich direkt an einem begradigten Kanalzufluss. Nach der Beendigung der kommerziellen Nutzung des Forth-and-Clyde-Kanals in den 1960er Jahren, wurden zahlreiche Treidelstationen abgerissen, hierunter auch weitere Gebäude der Craigmarloch Stables. Seit 1991 ist die ehemalige Stallung im schottischen Verzeichnis für gefährdete, historisch bedeutende Bauwerke erfasst. Seit Ende der 1980er Jahre wird eine mögliche Weiternutzung der ehemaligen Stallung ergebnislos diskutiert. Zwischenzeitlich stürzte das Dach ein und das Gebäude verfiel in einen ruinösen Zustand. Im Innenraum wird einsetzender Baumwuchs beschrieben.

## Beschreibung
Die Craigmarloch Stables gelten als einzigartiges Beispiel für die Architektur der Treidelstationen entlang des Forth-and-Clyde-Kanals. Architektonisch entsprechen sie dem Standardtyp, der speziell für die Bedürfnisse an den Kanal angepasst wurde und heute nur noch an wenigen Beispielen erhalten ist. Bei den länglichen Stallungen handelt es sich um ein zweistöckiges Gebäude. Die kanalseitige Vorderfront ist symmetrisch mit sieben Achsen aufgebaut. Obschon das Gebäude aus Bruchstein besteht, ist die Vorderfront mit Quadersteinen aus Sandstein verziert. Oberhalb des hervortretenden, mittigen Eingangsbereiches ist ein Dreiecksgiebel mit blindem Ochsenauge zu finden. Die Fenster sind mit Rundbögen versehen und heute großteils zugemauert; ebenso eine Tür zum Heuspeicher im Obergeschoss oberhalb des Eingangs.